# Kerk van Den Andel
De kerk van Den Andel is een oorspronkelijk romano-gotische kerk in het Groningse dorp Den Andel in de gemeente Het Hogeland.

## Beschrijving
De kerk dateert uit de dertiende eeuw.De losstaande toren van de kerk dateert uit de veertiende eeuw. Deze toren heeft een afgeknot tentdak en een later geplaatste dakruiter uit 1989. De klokken in de toren dateren uit 1653, vervaardigd door Jurjen Balthasar te Leeuwarden, en 1947.  In 1989 werd vanwege verval van de kerk een sloopvergunning aangevraagd welke werd geweigerd. In 2008 werd de kerk overgedragen aan de Stichting Oude Groninger Kerken.

### Exterieur
Het is een eenbeukige zaalkerk in romano-gotische stijl met een rechtgesloten koor. De spitsboogvensters hebben in een latere periode de rondboogvensters vervangen. In de westgevel zit een classicistisch poortje uit 1710 met een omlijst boogveld.

### Interieur
Nadat de aanvraag tot sloop werd afgewezen werd overgegaan tot restauratie in 1991. Hierbij werden oude middeleeuwse gewelfschilderingen ontdekt. Het betreft onder andere een riddergevecht en een gevecht tussen een panter en een draak. De kerk is in het bezit van een laat Romaans meloengewelf, maar dan zonder de ribben. Dit gewelf wordt gedragen door transversaalbogen en muraalbogen. De wandpijlers die het geheel droegen zijn weggehaald en vervangen door trekbalken. Aan de noordoostzijde in het koor bevindt zich een zogenaamde sacramentsnis voor het bewaren van de geconsacreerde hostie.

#### Orgel
Het eenklaviersorgel werd in 1879 door de gebroeders Van Oeckelen gebouwd. Het orgel is in het bezit van een aangehangen pedaal en heeft de volgende dispositie:
- Bourdon 16 B/D
- Prestant 8
- Violoncel 8 (c0)
- Gedakt 8
- Viola di Gamba 8
- Octaaf 4
- Fluit 4
- Woudfluit 2
- Trompet 8
- Manuaalomvang: C-f3
- Pedaalomvang: C-a0

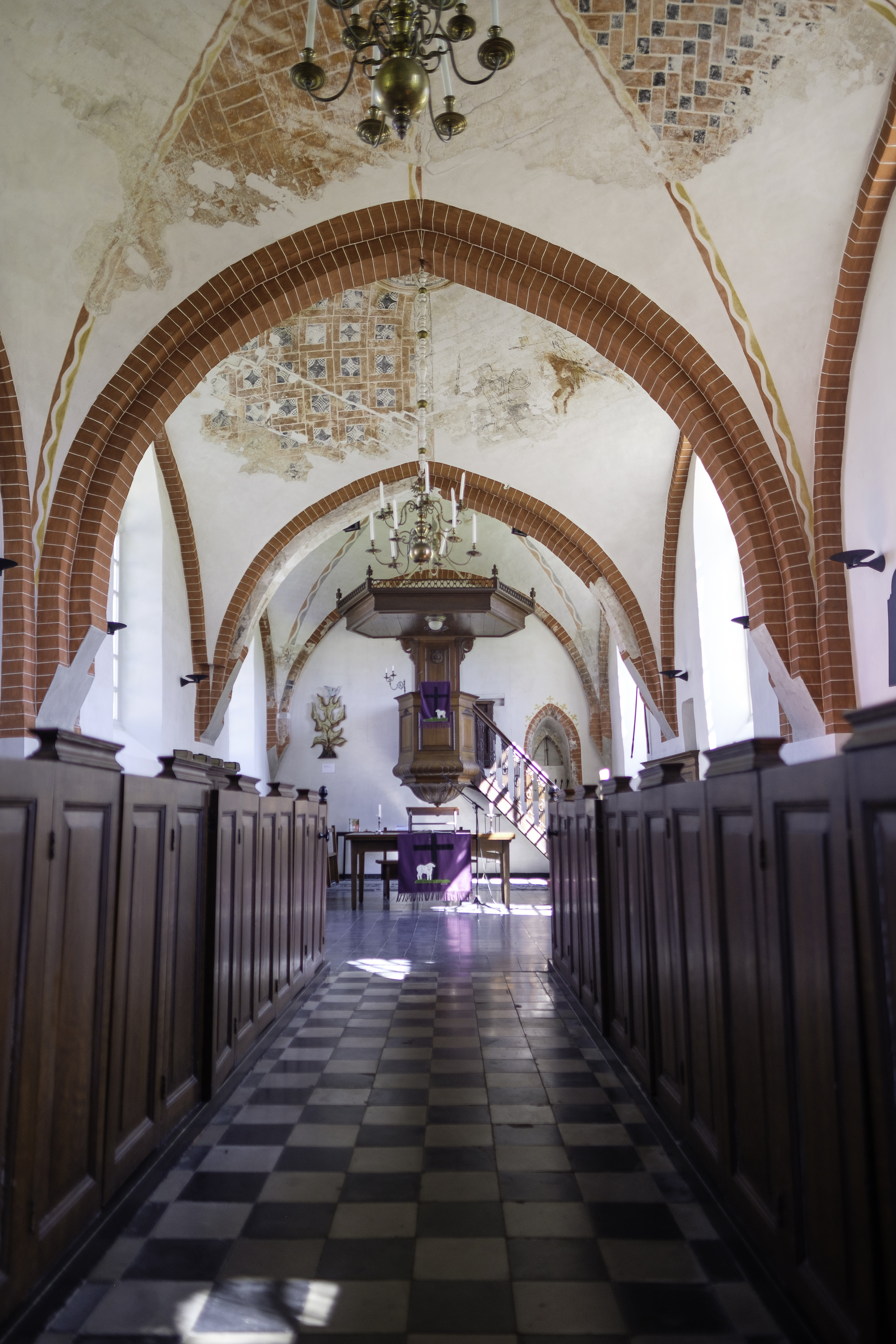
Interieur
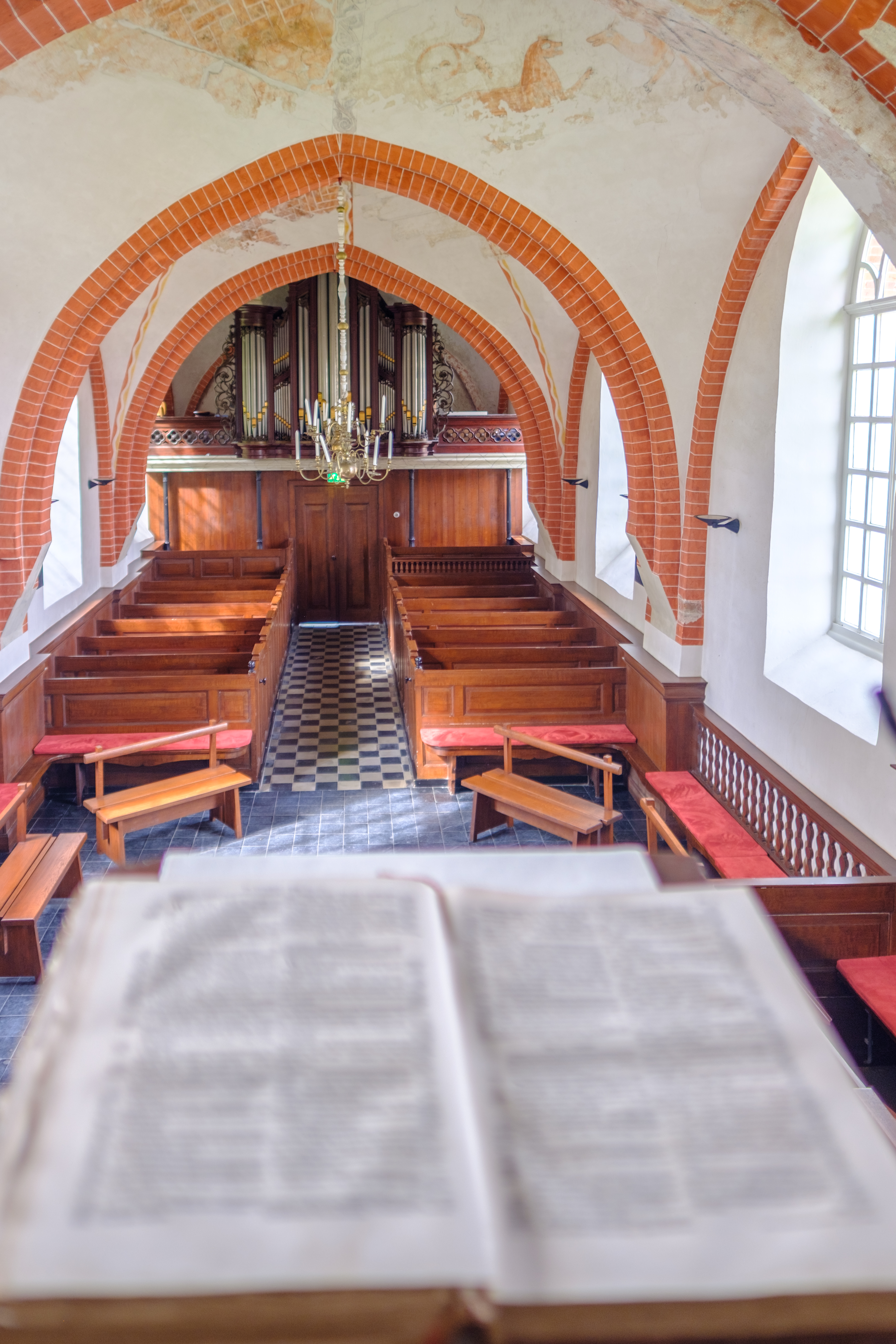
Interieur gezien vanaf de kansel
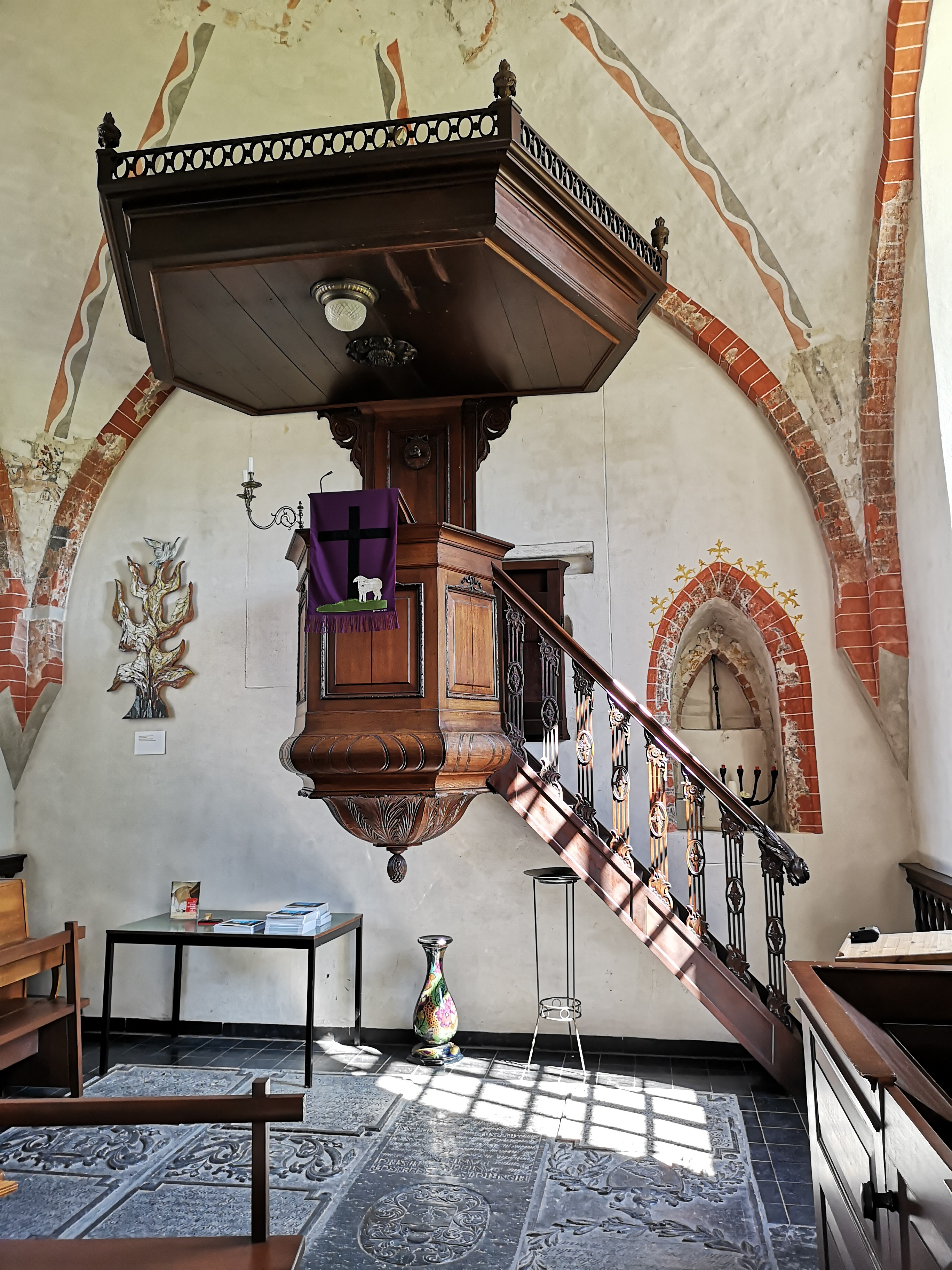
Kansel
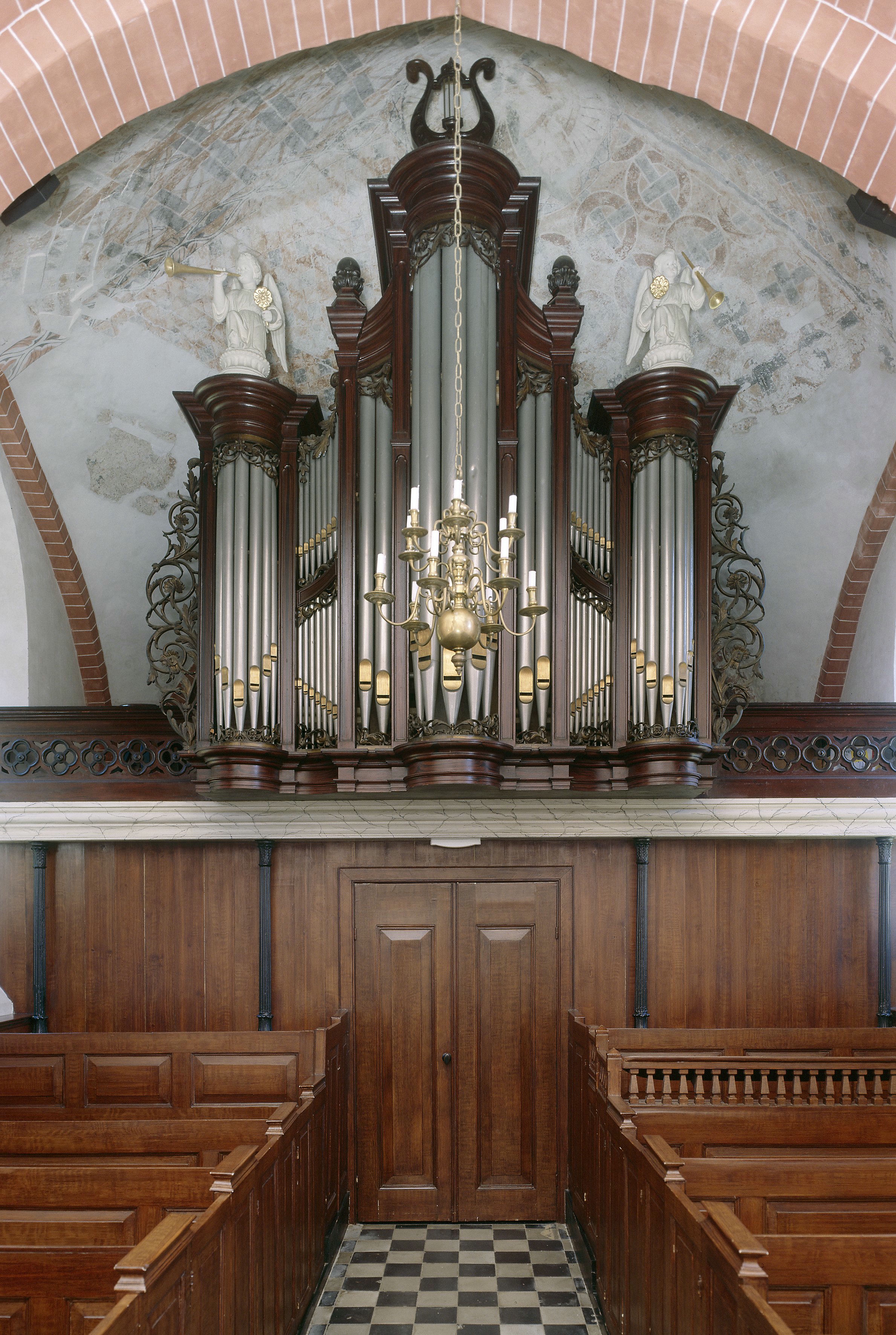
orgel
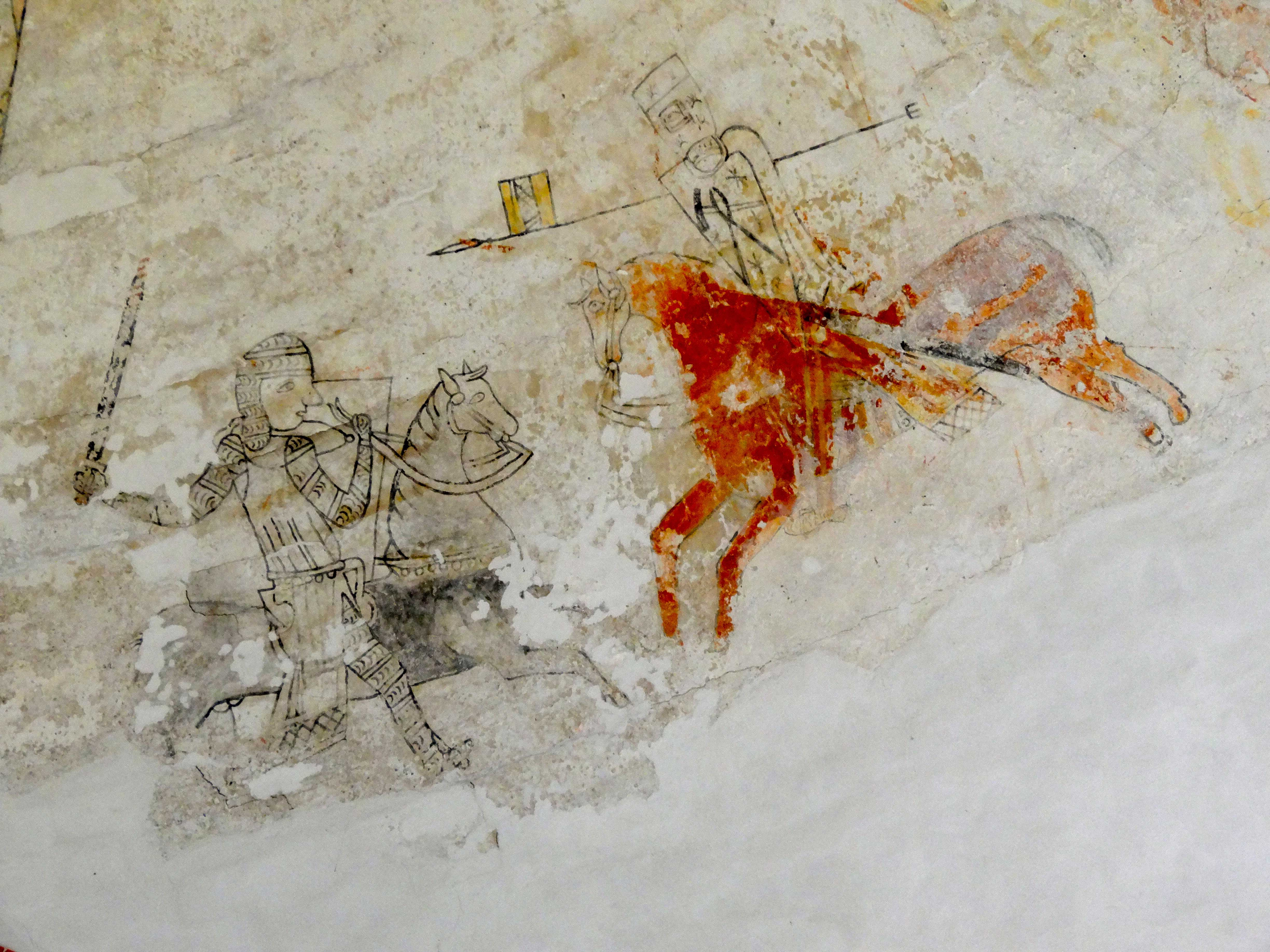
Riddergevecht (gewelfschildering)
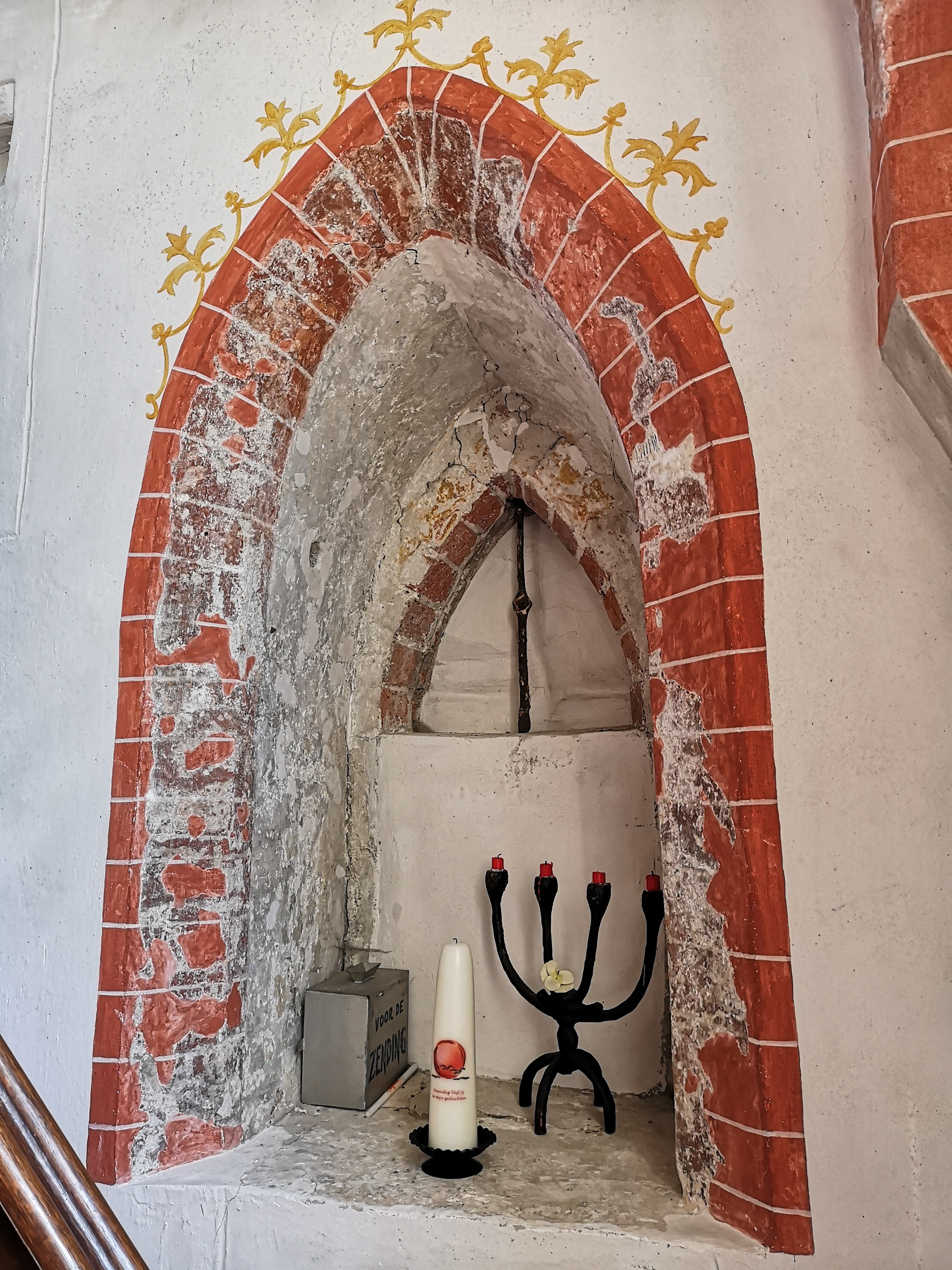
sacramentsnis
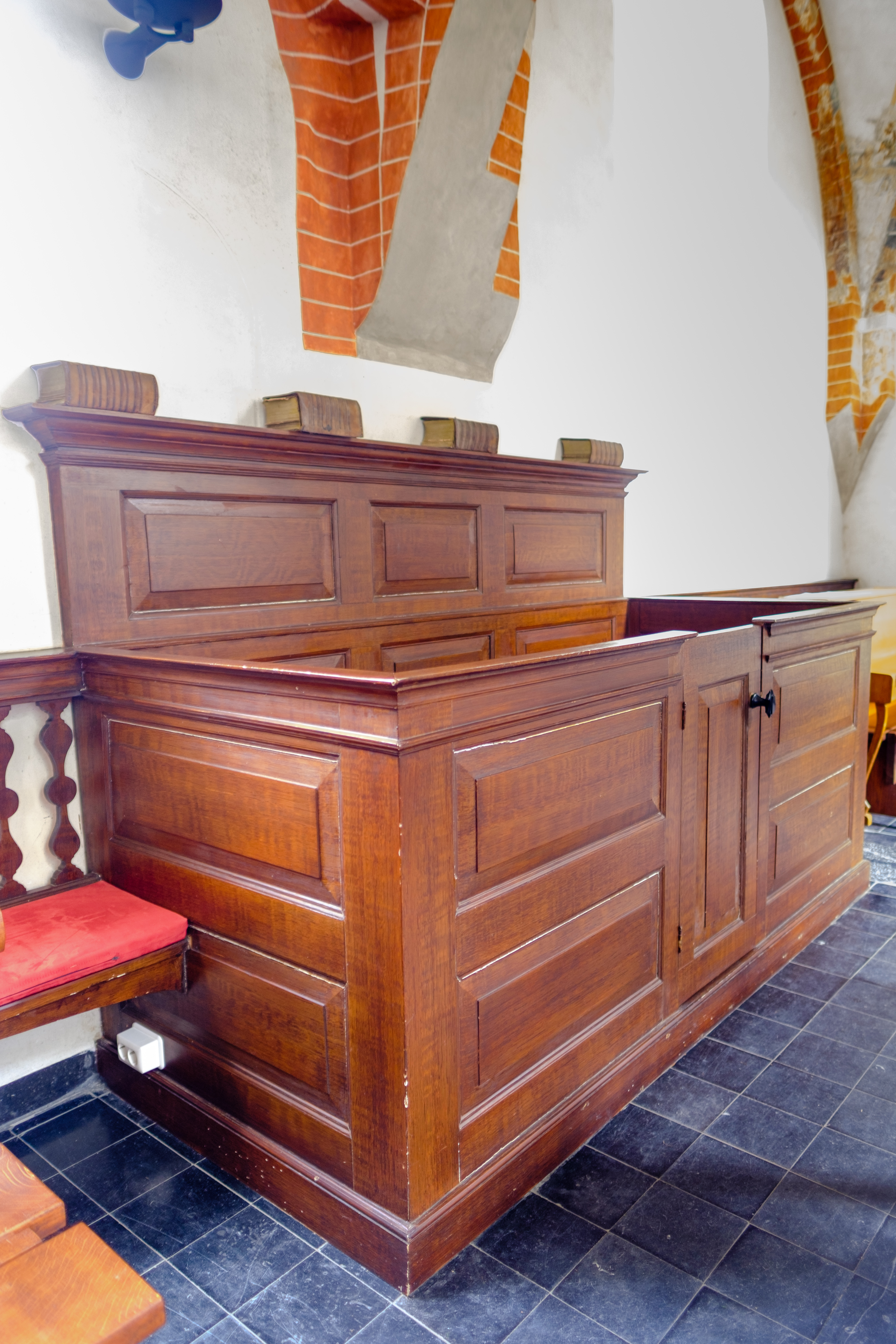
Herenbank